# Micropterix myrtetella
Micropterix myrtetella és una espècie d'arna de la família Micropterigidae. Va ser descrita per Zeller, l'any 1850.
Aquesta espècie es pot trobar a Itàlia, Àustria, Txèquia, Eslovàquia, Hongria, Croàcia, Sèrbia i Montenegro, Albània, Macedònia, Bulgària, Grècia, Romania i Ucraïna.

Té una envergadura d'uns 2.2–2.8mm els mascles i 2.7–3 mm les femelles.